# 熊本県立阿蘇清峰高等学校
熊本県立阿蘇清峰高等学校（くまもとけんりつ あそせいほうこうとうがっこう）は、熊本県阿蘇市にあった県立の高等学校。2010年4月、阿蘇高等学校と統合され熊本県立阿蘇中央高等学校となり2012年3月末に最後の卒業生を送り出し閉校した。
2000年頃から生物科学科の生徒が主体となって、果皮と果肉が白いイチゴあその小雪を育成し、2012年2月に品種登録を行っている。上述のように2012年3月には阿蘇清峰高校は閉校となったのだが、あその小雪は、合併した阿蘇中央高校の農業食品科と地元農家に引き継がれている。

## 設置学科
2年次より各系に分かれる
- 生物科学科
  - 生物生産系
  - 食品科学系
- 林業・農業土木科
  - 林業系
  - 農業土木系
- 社会福祉科
  - 介護福祉系
  - 教養福祉系

## 所在地
- 〒869-2612 熊本県阿蘇市一の宮町宮地4131

## 沿革
- 1899年（明治32年） - 熊本第二農業学校として認可。
- 1901年（明治34年） - 熊本県立阿蘇農業学校として開校。
- 1948年（昭和23年） - 熊本県立阿蘇農業高等学校と改称。
- 1997年（平成9年） - 熊本県立阿蘇清峰高等学校と改称。
- 2010年（平成22年） - 熊本県立阿蘇高等学校との統合により熊本県立阿蘇中央高等学校が発足。
- 2012年（平成24年） - 最後の卒業生を送り出し閉校。

## 出身人物
- 高浪晨治 (馬術指導者)